# Catedral de la Santísima Virgen María (Hamilton)
La Catedral de la Santísima Virgen María (en inglés:Cathedral of the Blessed Virgin Mary) es la catedral de la diócesis de Hamilton en Nueva Zelanda, Nueva Zelanda. Fue inaugurada en 1975, en sustitución de un edificio de estilo neoclásico, antes conocido como la iglesia de Santa María, que fue construido entre 1911 y 1912. Fue dedicada en honor de la Virgen María y se renombró el 27 de abril de 1980 y fue dedicado de nuevo, tras su reacondicionamiento, el 7 de noviembre de 2008.
La catedral es particularmente célebre por una gran ventana vidriera que representa la resurrección de Cristo. Esta estaba inicialmente en la Iglesia de Santa María y luego se colocó en la iglesia de Santa María reconstruida en 1975 y se mantuvo en su lugar cuando la iglesia fue dedicada como la catedral.